# Максимково (Татарстан)
Максимково — деревня в Менделеевском районе Республики Татарстан. Входит в состав Енабердинского сельского поселения.

## География
Находится в северо-восточной части Татарстана на расстоянии приблизительно 7 км на север-северо-восток по прямой от районного центра города Менделеевск.

## История
Основана переселенцами из села Старое Гришкино, известна с 1782 года.

## Население
Число жителей составляло в 1782 - 25 душ мужского пола, в 1859 - 124, в 1887 - 180, в 1905 - 272, в 1920 - 299, в 1926 - 340, в 1938 - 315, в 1949 - 275, в 1958 - 270, в 1970 - 240, в 1979 - 136, в 1989 - 54. Постоянное население составляло 26 человек (татары 100%) в 2002 году, 26 в 2010. Деревню населяют кряшены.